# Dichaetomyia persimilis
Dichaetomyia persimilis este o specie de muște din genul Dichaetomyia, familia Muscidae, descrisă de Fritz Isidore van Emden în anul 1965.
Este endemică în Myanmar. Conform Catalogue of Life specia Dichaetomyia persimilis nu are subspecii cunoscute.